# Teatro Nobile
Teatro Nobile prvo je stalno premićko kazalište u Zadru, izgrađeno 1783. godine.

## Izgradnja
Gradnja Teatra Nobile započela je 1781., a dovršena dvije godine kasnije 1783. Teatro Nobile bila je tijekom 19. stoljeća najvažnija operna kuća u Hrvatskoj, važnija po svojem glazbenom negoli dramskom repertoaru. To kazalište bilo je smješteno u samom središtu grada na Kalelargi, na mjestu na kojem se danas nalazi Zadarska kazališna kuća.
Unutrašnjost je bila raskošno opremljena: iznad pozornice, prostora za orkestar i malenog partera izdizalo se sedamdeset i četiri loža raspoređenih u četiri reda. Prva tri reda bila su s pravokutnim otvorima, dok je četvrti red bio urešen lunetama. Strop je krasio luster od venecijanskog kristala, a svečani je zastor prikazivao mali antički hram u korintskome stilu. Kazalište je restaurirano u nekoliko navrata (1835., 1853. i 1856.), a sačuvan je slikovni prikaz adaptacije loža, koju je vodio Zadranin Josip Hungher 1853. godine. 

## Repertoar
Teatro Nobile bio je važno odredište u itinereru putujućih talijanskih opernih družina. Dosad proučeni repertoar daje naslutiti da je zadarsko kazalište vrlo promptno prihvaćalo novi repertoar, da je tu gostovao niz pjevača i pjevačica nedugo nakon nastupa na najvećim talijanskim i europskim pozornicama. Tako je La pastorella nobile Pietra Guglielmija izvedena u Zadru 1790., samo dvije godine nakon praizvedbe u Napulju u Teatro del Fondo. Domenico Cimarosa bio je rado izvođen u Zadru: 1791. izvedena je La ballerina amante, devet godina nakon napuljske praizvedbe, a u sezoni 1792./93. izvođena je Cimarosa - I due baroni di Rocca Azzura, devet godina nakon praizvedbe u Rimu 1783. Sačuvan je libreto te zadarske priredbe tiskan u Veneciji. Iz popisa pjevača, tiskanoga u libretu, čitamo da je »prima buffa« bila Giuseppa Canavega, pjevačica koja je nastupala u venecijanskom Teatro di San Cassino u jesen 1787. Na zadarskoj je predstavi pjevao, između ostalih, i Angelo Bonifazi, poznati skladatelj i impresario, zaslužan organizator glazbenog života u Dalmaciji. 
Rossinijevo remek–djelo Il barbiere di Siviglia u Zadru je bilo prikazano 1818., samo dvije godine nakon praizvedbe, dok se u Zagrebu na uprizorenje čekalo do 1835. Nije znano kako je zadarska publika prihvatila demokratičnu intonaciju Rosinijeva teatra, no spremnost na prihvaćanje kazališnih inovacija zacijelo nije bila slučajna. Već iduće 1819. godine Teatro Nobile ugošćuje još dvije Rossinijeve opere, Il Turco in Italia i L'Italiana in Algeri, 1822. je izvedena i Tancredi, Rossinijeva opera izrazitog patriotskog naboja, i to samo devet godina nakon premijere. U Veneciji su bila tiskana libreta svih ovih Rossinijevih zadarskih gostovanja. U sezoni 1822./23. impresario Antonio Morelli priredio je u Teatro Nobile čak pedeset i pet glazbenih i kazališnih predstava. 
Dramske i operne predstave u Plemićkom kazalištu izvođene su sve do 1882. godine, kada ga je austrijska uprava za Dalmaciju dala zatvoriti zbog loše protupožarne zaštite.

## Kino-variete Teatro Nazionale
Zapuštenu zgradu Teatra Nobile 1924. godine u potpunosti je modernizirao i preimenovao u Teatro Nazionale zadarski poduzetnik Aldo Meštrović. Kino-variete oštećen je u jugoslavenskom zračnom napadu na Zadar 1941., pa je ponovno preuređen 1943., da bi uskoro, u savezničkom bombardiranju opet pretrpio oštećenja, koja nisu bila tako velika kao ona na Novom kazalištu. 
Danas na mjestu gdje je nekoć bio Teatro Nobile nažalost nema ni znaka kakvog prisjećanja, a pisana građa (dokumentacija, programi, libreta) o tom svojedobnom najaktivnijem kazalištu u južnoj Hrvatskoj najvećim je dijelom ili netragom nestala, ili je raznesena i teško pristupačna po talijanskim knjižnicama. 

## Studija Giuseppea Sabalicha
Sabalicheva studija o zadarskom »Plemićkom kazalištu«, Cronistoria aneddotica del Nobile Teatro di Zara (1781. – 1881.), objavljena u četrdeset i četiri nastavka u razdoblju od 1904. do 1922. u časopisu La rivista dalmatica na sveukupno 342 stranice velikoga folio formata, najobimnija je i najtemeljitija studija o jednom kazalištu na hrvatskom tlu. Unatoč tome, povijesti hrvatskoga kazališta i glazbe Sabalicha navode usput ili nikako. 
Giuseppe Sabalich svoju kronostoriju ispisuje vrlo temeljito: donosi preslike naslovnica libreta i opernih plakata, fotografije skladatelja, glazbenika, impresarija. Služi se informacijama što ih pružaju tiskana libreta, pa tako prepisuje imena pjevača i orkestralnih solista, prepričava ili prepisuje posvete, komentira cijene ulaznica, opisuje cjelokupnu društvenu i duhovnu klimu u Zadru. 
Na stranicama Cronistorie pojavljuje se cijela galerija likova, glumaca i pjevača, impresarija i skladatelja, dirigenata i glazbenika iz zadarskoga orkestra (Società filarmonica). Uz Teatro Nobile bio je izravno ili neizravno vezan cjelokupni glazbeni život u gradu, a gostovanja talijanskih opernih trupa nisu se zaustavljala samo u Zadru, nego i u drugim mjestima uzduž istočne jadranske obale. 
Povijest Teatra Nobile moguće je, zahvaljujući Sabalichevoj iscrpno dokumentiranoj monografiji, pratiti iz sezone u sezonu.

## Vanjske poveznice
- Plemićko kazalište u Zadru (fond), ARHiNET